# Blågrå saltator
Blågrå saltator (Saltator coerulescens) är en fågel i familjen tangaror inom ordningen tättingar.

## Utbredning och systematik
Blågrå saltator delas numera in i fyra underarter med följande utbredning:
- S. c. azarae – tropiska östra Colombia till Ecuador, Peru, Bolivia och västra Amazonområdet i Brasilien
- S. c. mutus – norra Brasilien (nedre Solimões till Mexiana Island, Amapá och norra Maranhão)
- S. c. superciliaris – nordöstra Brasilien (söder Piauí till norra och östra Bahia)
- S. c. coerulescens – östra Bolivia till Paraguay, sydvästra Brasilien, Uruguay och norra Argentina

Fram tills nyligen behandlades blågrå, olivgrå (S. olivascens) och kanelbukig saltator (S. grandis) som en och samma art, grå saltator (Saltator coerulescens)

### Familjetillhörighet
Tidigare placerades Saltator i familjen kardinaler. DNA-studier visar dock att de tillhör tangarorna.

## Status
Arten har ett stort utbredningsområde och beståndet anses vara stabilt. Internationella naturvårdsunionen IUCN listar den därför som livskraftig (LC).